# Байрактар, Халук
Лютфю Халук Байрактар (тур. Lütfü Haluk Bayraktar, род. 4 октября 1978, Стамбул) — главный турецкий предприниматель и меценат, генеральный директор компании Baykar Defence. В течение деловой карьеры Байрактар также занимал позиции председателя и члена совета в фонде Turkish Technology Team (T3), SAHA Стамбул (SAHA İstanbul) и TÜBİTAK.

## Биография
Родился 4 октября 1978 года в Стамбуле.
Получил степень бакалавра в области «Организация промышленного производства» в Ближневосточном техническом университете (2000) и степень магистра в этой же отрасли в Колумбийском университете (2002). После окончания учёбы в США и возвращения в Турцию занимал разные исполнительные позиции в семейной компании Baykar Defence.
С января 2010 года является генеральным директором компании. Кроме деловой карьеры, Халук Байрактар также занимается научной деятельностью и продолжает работать над докторской диссертацией (с 2004 года). В то же время приказом президента Халук Байрактар был назначен членом Совета Турции по научно-техническим исследованиям (TÜBİTAK) в ноябре 2018 года.

## Социальная ответственность
Будучи членом разных организаций, он является главным сторонником Национального технического движения Турции. В этом контексте Байрактар исполняет обязанности главы фонда Т3 и играет активную роль в практических занятиях, организованных фондом. Байрактар также является одним из наиболее активных представителей частного сектора по борьбе с эпидемией COVID-19 в Турции. Байрактар пригласил участников SAHA İstanbul поддержать борьбу против пандемии. Будучи одним из ключевых деятелей процесса развития дыхательных аппаратов в Турции, Халук Байрактар проводит кампанию по производству такого оборудования с помощью BAYKAR Defense и других турецких промышленных партнёров.

## Награды

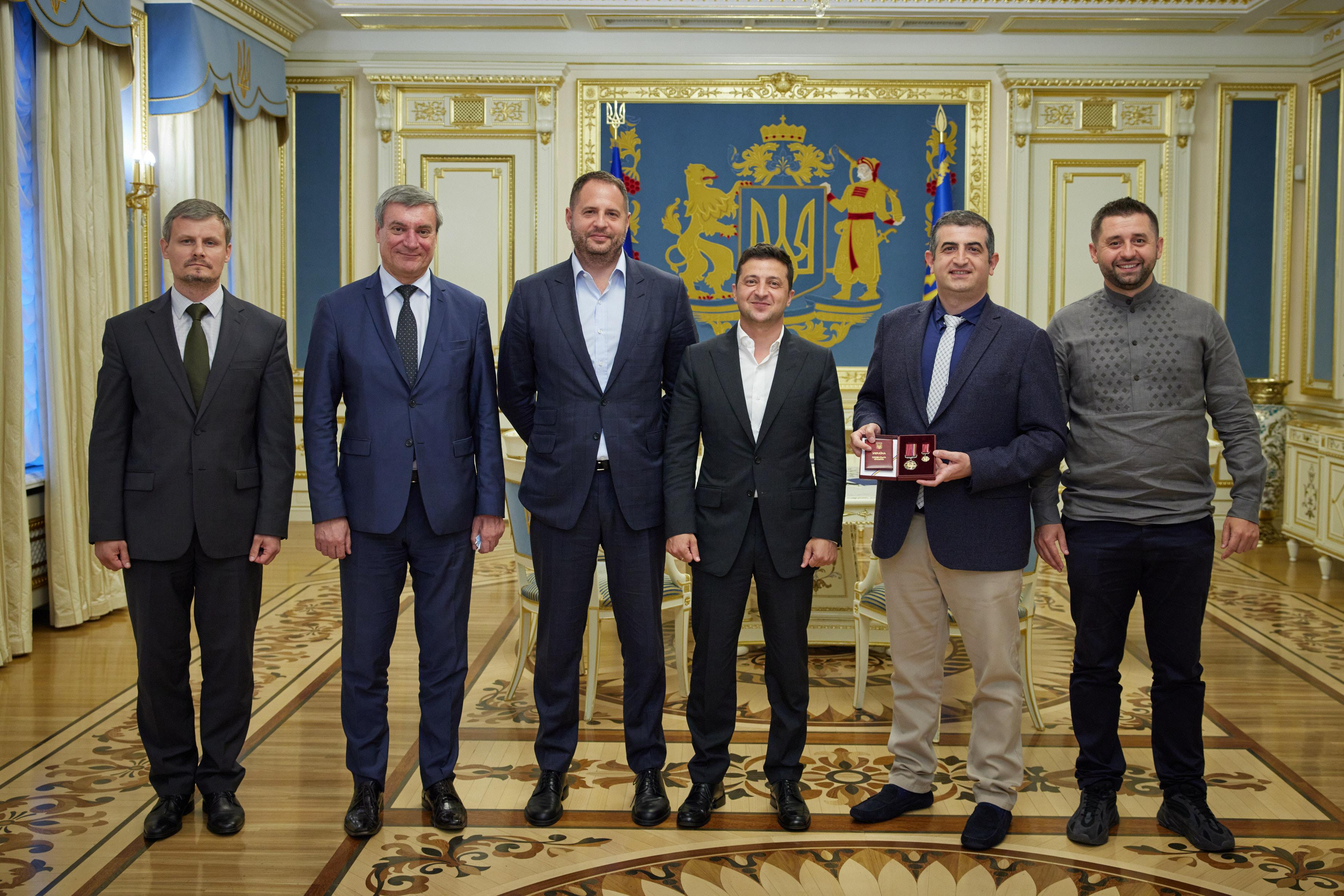
22 августа 2020 года получил Орден «За заслуги» ІІІ степени от Владимира Зеленского

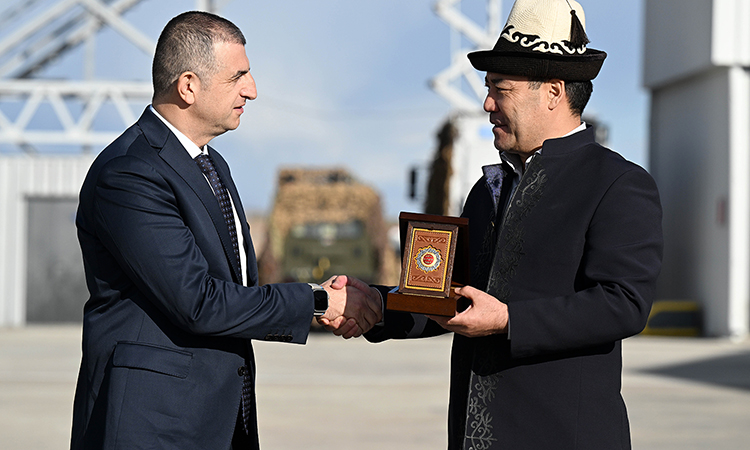
Государственный орден «Данекер» вручается генеральному директору компании «Байкар» Халуку Байрактару Президентом Киргизии Садыром Жапаровым

- Орден «Данк» (28 октября 2023 года, Кыргызстан) — награждён президентом Садыром Жапаровым[11][12]
- Орден «За заслуги» ІІІ степени (22 августа 2020 года, Украина) — за весомый личный вклад в укрепление международного авторитета Украины, развитие межгосударственного сотрудничества, плодотворную общественную деятельность[13]

После того, как Украина закупила 6 БпЛА ТВ2 у компании Baykar, сотрудничество между Украиной и Турцией в сфере оборонной промышленности постоянно укрепляется: украинскими двигателями оснащен ударный БпЛА нового поколения Akıncı, создаются совместные предприятия, происходит обмен знаниями. За весомый личный вклад в укрепление международного авторитета Украины, развитие межгосударственного сотрудничества, плодотворную общественную деятельность Х.Байрактар был удостоен высокой государственной награды
Оригинальный текст (укр.)Після того, як Україна закупила 6 БпЛА ТВ2 у компанії Baykar, співпраця між Україною та Туреччиною у сфері оборонної промисловості невпинно зміцнюється: українськими двигунами оснащений ударний БпЛА нового покоління Akıncı, створюються спільні підприємства, відбувається обмін знаннями. За вагомий особистий внесок у зміцнення міжнародного авторитету України, розвиток міждержавного співробітництва, плідну громадську діяльність Х.Байрактара було удостоєно високою державною нагородою.
— 
- 15 июня 2021 года Халук Байрактар был награждён орденом «Карабах» президентом Азербайджана Ильхамом Алиевым во время визита в Шуши. Эта высокая награда была вручена за его вклад в усиление братских отношений между Азербайджаном и Турцией, развитие сотрудничества, обеспечение территориальной целостности и суверенитета Азербайджанской Республики[16].
- Орден «За заслуги» І степени (23 августа 2022 года, Украина) — за значительные личные заслуги в укреплении межгосударственного сотрудничества, поддержку государственного суверенитета и территориальной целостности Украины, весомый вклад в популяризацию Украинского государства в мире[17].
- Национальный орден Мали (2023 год, Мали)[18].
- 14 марта 2025 года Халук Байрактар был награждён медалью «За заслуги в военном сотрудничестве» министром обороны Азербайджана, генерал-полковником Закиром Гасановым[19].